# Zbór Kościoła Chrześcijan Dnia Sobotniego w Wąbrzeźnie
Zbór Kościoła Chrześcijan Dnia Sobotniego w Wąbrzeźnie – zbór chrześcijan dnia sobotniego w Wąbrzeźnie, z siedzibą przy ul. Żołnierza Polskiego 22.